# Optimisten
|  | Denne artikel er oprettet af botten PalnaBot ud fra en ekstern database. Den kan derfor have sproglige fejl eller mangler. Denne skabelon kan fjernes efter kontrol af indholdet. |

Optimisten er en kortfilm instrueret af Morten Dragsted efter manuskript af Morten Dragsted.

## Handling
Tim B. Jørgensen er optimist. Det er rart at være glad, synes han. Han har sit gode job, lejlighed i Rebæk Søpark, taler tit i telefonen med sin pragtfulde mormor, drikker øl med sin festlige kammerat Niels og går tur med sin trofaste hund Connie. Masser af ting bringer glæde i Tims dagligdag: Skrabelodder, en komplet samling af Mariah Carey-CD'er. Kan Tim andet end at være i godt humør! Nix! Hurra for Tim!